# アーミー・アーチャード
アーマンド・アンドレ・"アーミー"・アーチャード（Armand Andre "Army" Archerd、1922年1月13日 – 2009年9月8日)は、アメリカ合衆国のコラムニスト。2005年9月に引退するまで、50年以上にわたって、『バラエティ』誌に「Just for Variety」というコラムを書き続けた。その後も、2005年11月から『バラエティ』誌のブログに寄稿し、死去する直前まで回顧録の執筆に取り組んでいた。 

## 経歴
アーチャードは、ニューヨーク市ブロンクス区に生まれ、1941年にカリフォルニア大学ロサンゼルス校を卒業した。『バラエティ』誌には、1953年に、それまでコラムニストだったシェイラー・グラハム (Sheilah Graham) （F・スコット・フィッツジェラルドの晩年の愛人として知られる女性）に代わってコラムニストとして採用された。アーチャードのコラム「Just for Variety」は、日刊版の『デイリー・バラエティ (Daily Variety)』の2ページに掲載され、たちまちハリウッドで評判になった。アーチャードは数えきれないほどの独占記事をものにし、映画の撮影現場からのレポート、まだ交渉途中の契約話の暴露、スターに関わる人々の入院、結婚、出産などをすっぱ抜いた。1984年には、アーチャード自身がハリウッド・ウォーク・オブ・フェームに星を与えられ、それまで何度も映画のプレミア上映の司会を務めたチャイニーズ・シアターの前に星が置かれた。
アーチャードの最も重要なスクープのひとつは、1985年7月23日のコラムで、俳優ロック・ハドソンが、その広報係やマネージャーの否定にもかかわらず、実は後天性免疫不全症候群 (AIDS) の治療を受けている、と暴露したことであった。
アーチャードはユダヤ人であり、サイモン・ウィーゼンタール・センターの活動や、ホロコーストについての啓発活動の、有力な推進者であった。1969年11月15日に、元女優の妻セルマ (Selma Archerd) と結婚し、死ぬまで添い遂げた。夫妻は子どもをひとりもうけ、カリフォルニア州ウェストウッド (Westwood) に住んでいた。
アーチャードは1970年代に、当時人気長寿番組だった『ハリウッド・スクエアーズ (Hollywood Squares)』に4回出演した。この番組は、司会者が出した質問に対する出演者（有名人たち）の回答が本当かウソかを、一般人の出場者が当てながらゲームを進めるものであったが、司会のピーター・マーシャル (Peter Marshall) の質問に対する、アーチャードのウソを含んだ回答は伝説的で、彼の回答はしばしば奇妙なものであったにもかかわらず、出場者を煙に巻いて答えが本当だと信じ込ませることができた。この点で最も有名だったのは、この番組に長く出演し、後には司会も務めたジョン・デイヴィッドソン (John Davidson) だったが、それよりもアーチャードが上手だったと見る向きもある。

### 死
アーチャードは、ロナルド・レーガンUCLA医療センター (Ronald Reagan UCLA Medical Center) で、症例の少ない肺癌の一種である胸膜の中皮腫のために亡くなったが、これは第二次世界大戦中に海軍の軍務に就いていた際に、石綿 (アスベスト)に曝されていたことが原因であった。